# Mistrzostwa Polski Seniorów w Lekkoatletyce 1976
52. Mistrzostwa Polski Seniorów w Lekkoatletyce – zawody sportowe, które rozgrywane były w Bydgoszczy na stadionie WKS Zawisza w dniach 25–27 czerwca 1976 roku.
Zawody odbyły się trzy dni po memoriale Janusza Kusocińskiego rozegranym na tym samym stadionie. Stanowiły one ostatnia szansę na zdobycie nominacji do reprezentacji Polski na Letnie Igrzyska Olimpijskie 1976 w Montrealu. Podczas mistrzostw ustanowiono trzy rekordy Polski: Zenon Licznerski przebiegł 100 metrów w czasie 10,22, Jerzy Hewelt uzyskał 49,69 na 400 m przez płotki, a Ludwika Chewińska 19,58 m w pchnięciu kulą. Zawodniczki Gwardii Warszawa poprawiły również klubowy rekord Polski w sztafecie 4 × 100 metrów czasem 45,31. Marek Chludziński wynikiem 8,02 m ustanowił rekord Europy juniorów w skoku w dal.

## Rezultaty
| NR – rekord Polski \| EJR – rekord Europy juniorów |
| PB – rekord życiowy                                |

### Mężczyźni
| Konkurencja                   | 1. miejsce                                                                            | Rezultat  | 2. miejsce                                                                       | Rezultat  | 3. miejsce                                                                          | Rezultat  |
| Bieg na 100 m                 | Zenon Licznerski Górnik Zabrze                                                        | 10,22 NR  | Andrzej Świerczyński Warszawianka                                                | 10,28     | Bogdan Grzejszczak Górnik Zabrze                                                    | 10,37     |
| Bieg na 200 m                 | Zenon Licznerski Górnik Zabrze                                                        | 21,07     | Andrzej Świerczyński Warszawianka                                                | 21,17     | Bogdan Grzejszczak Górnik Zabrze                                                    | 21,23     |
| Bieg na 400 m                 | Jan Werner Gwardia Warszawa                                                           | 45,50 PB  | Jerzy Pietrzyk Górnik Zabrze                                                     | 45,84     | Zbigniew Jaremski Górnik Zabrze                                                     | 46,02     |
| Bieg na 800 m                 | Marian Gęsicki Zawisza Bydgoszcz                                                      | 1:46,3    | Wiesław Pacholski Zawisza Bydgoszcz                                              | 1:46,7    | Ryszard Świniarski Calisia Kalisz                                                   | 1:47,2    |
| Bieg na 1500 m                | Henryk Wasilewski Orkan Poznań                                                        | 3:39,6    | Daniel Jańczuk Śląsk Wrocław                                                     | 3:40,2    | Bronisław Malinowski Olimpia Grudziądz                                              | 3:40,4    |
| Bieg na 5000 m                | Jerzy Kowol Górnik Zabrze                                                             | 13:53,8   | Henryk Szordykowski Wawel Kraków                                                 | 14:01,8   | Jan Dębski Oleśniczanka                                                             | 14:14,2   |
| Bieg na 10 000 m              | Ryszard Kopijasz Górnik Brzeszcze                                                     | 28:39,2   | Ryszard Marczak Zawisza Bydgoszcz                                                | 29:10,6   | Henryk Piotrowski Legia Warszawa                                                    | 29:17,6   |
| Bieg na 110 m przez płotki    | Leszek Wodzyński Legia Warszawa                                                       | 13,83     | Przemysław Siciński ŁKS Łódź                                                     | 13,94     | Jan Pusty Orkan Poznań                                                              | 13,97     |
| Bieg na 400 m przez płotki    | Jerzy Hewelt Bałtyk Gdynia                                                            | 49,69 NR  | Krzysztof Węglarski AZS Poznań                                                   | 51,48     | Waldemar Szlendak AZS Warszawa                                                      | 51,48     |
| Bieg na 3000 m z przeszkodami | Kazimierz Maranda ŁKS Łódź                                                            | 8:32,8    | Tadeusz Zieliński Orkan Poznań                                                   | 8:37,4    | Marek Jakubowski Legia Warszawa                                                     | 8:39,0    |
| Sztafeta 4 × 100 m            | Górnik Zabrze Ryszard Nowakowski Maciej Kuczyński Bogdan Grzejszczak Zenon Licznerski | 40,43     | Gwardia Warszawa Mirosław Podkomorzy Jerzy Ługowski Marek Szczepański Jan Werner | 40,47     | AZS Wrocław Jacek Siemiątkowski Wojciech Seidel Stanisław Tarnawski Jan Alończyk    | 40,79     |
| Sztafeta 4 × 400 m            | Górnik Zabrze Edward Wolny Janusz Koziarz Jerzy Pietrzyk Zbigniew Jaremski            | 3:07,2    | Śląsk Wrocław Andrzej Stępień Tadeusz Kępka Henryk Świątek Leszek Serwiak        | 3:09,2    | SZS-AZS-Warszawa Paweł Lankiewicz Waldemar Szlendak Cezary Łapiński Waldemar Gondek | 3:10,1    |
| Chód na 20 km                 | Bohdan Bułakowski Skra Warszawa                                                       | 1:31:43,8 | Zbigniew Gosławski Śląsk Wrocław                                                 | 1:33:52,0 | Mieczysław Górski Start Łódź                                                        | 1:33:57,4 |
| Chód na 50 km                 | Bogusław Kmiecik Start Łódź                                                           | 4:36:04,0 | Stanisław Korneluk Flota Gdynia                                                  | 4:43:02,0 | Franciszek Ustarbowski Neptun Gdańsk                                                | 4:52:06,0 |
| Skok wzwyż                    | Jacek Wszoła AZS Warszawa                                                             | 2,17      | Leszek Kałek AZS Poznań                                                          | 2,17      | Włodzimierz Perka AZS Warszawa                                                      | 2,14      |
| Skok o tyczce                 | Władysław Kozakiewicz Bałtyk Gdynia                                                   | 5,50      | Mariusz Klimczyk Zawisza Bydgoszcz                                               | 5,40      | Wiesław Szkolnicki Bałtyk Gdynia                                                    | 5,30      |
| Skok w dal                    | Grzegorz Cybulski Śląsk Wrocław                                                       | 8,04      | Marek Chludziński Warszawianka                                                   | 8,02 EJR  | Stanisław Jaskułka AZS Warszawa                                                     | 7,87      |
| Trójskok                      | Michał Joachimowski Budowlani Bydgoszcz                                               | 16,86     | Andrzej Sontag AZS Lublin                                                        | 16,81     | Eugeniusz Biskupski Legia Warszawa                                                  | 16,62     |
| Pchnięcie kulą                | Władysław Komar Polonia Warszawa                                                      | 19,03     | Edmund Antczak Lechia Gdańsk                                                     | 18,62     | Michał Gruszczyński Gwardia Warszawa                                                | 18,44     |
| Rzut dyskiem                  | Stanisław Wołodko Zawisza Bydgoszcz                                                   | 63,18     | Olgierd Kurawicz Gwardia Warszawa                                                | 61,66     | Leszek Gajdziński Górnik Zabrze                                                     | 59,12     |
| Rzut młotem                   | Szymon Jagliński Flota Gdynia                                                         | 70,20     | Stanisław Lubiejewski Flota Gdynia                                               | 69,30     | Andrzej Stopczyk Start Łódź                                                         | 65,90     |
| Rzut oszczepem                | Piotr Bielczyk AZS Warszawa                                                           | 83,36     | Jacek Damszel Skra Warszawa                                                      | 78,46     | Bernard Werner AZS Warszawa                                                         | 76,82     |

### Kobiety
| Konkurencja                | 1. miejsce                                                                       | Rezultat | 2. miejsce | Rezultat | 3. miejsce                                                                        | Rezultat |
| Bieg na 100 m              | Małgorzata Bogucka Gwardia Warszawa                                              | 11,43    | Aniela Szubert Gwardia Warszawa | 11,61    | Helena Fliśnik Górnik Zabrze                                                      | 11,65    |
| Bieg na 200 m              | Małgorzata Bogucka Gwardia Warszawa                                              | 23,62    | Barbara Bakulin Orkan Poznań | 24,08    | Aniela Szubert Gwardia Warszawa                                                   | 24,10    |
| Bieg na 400 m              | Genowefa Nowaczyk Orkan Poznań                                                   | 53,36    | Barbara Kwietniewska AZS Kielce | 53,80    | Zofia Zwolińska Gwardia Warszawa                                                  | 54,54    |
| Bieg na 800 m              | Elżbieta Katolik Wisła Kraków                                                    | 2:01,1   | Jolanta Januchta AZS Poznań | 2:03,6   | Anna Bukis Skra Warszawa                                                          | 2:06,7   |
| Bieg na 1500 m             | Bronisława Ludwichowska Gwardia Olsztyn                                          | 4:14,6   | Urszula Prasek Pomorze Stargard | 4:16,0   | Celina Magala Budowlani Kielce                                                    | 4:16,8   |
| Bieg na 3000 m             | Renata Pentlinowska Neptun Gdańsk                                                | 9:00,4   | Bronisława Ludwichowska Gwardia Olsztyn                                                                                               | 9:08,2   | Celina Magala Budowlani Kielce                                                    | 9:11,0   |
| Bieg na 100 m przez płotki | Grażyna Rabsztyn Gwardia Warszawa                                                | 12,98    | Bożena Nowakowska Warszawianka | 13,18    | Danuta Wołosz Gwardia Warszawa                                                    | 13,70    |
| Bieg na 400 m przez płotki | Genowefa Nowaczyk Orkan Poznań                                                   | 59,95    | Hanna Szajek Olimpia Poznań | 62,01    | Mirosława Chełczyńska Polonia Warszawa                                            | 62,46    |
| Sztafeta 4 × 100 m         | Gwardia Warszawa Wanda Stefańska Aniela Szubert Danuta Wołosz Małgorzata Bogucka | 45,31 NR | Górnik Zabrze Celina Kloza Elżbieta Wojsz Elżbieta Gorąca Helena Fliśnik                                                              | 46,21    | Legia Warszawa Barbara Sochaczewska Barbara Ciastek Elżbieta Szulc Ewa Długołęcka | 46,46    |
| Sztafeta 4 × 400 m         | AZS Kielce Halina Jop Emilia Cal Ewa Starościak Barbara Kwietniewska             | 3:43,8   | AZS Poznań Iwona Skibicka Małgorzata Bargieł Grażyna Olejniczak Jolanta Januchta                                                      | 3:44,2   | Skra Warszawa Jadwiga Paśniewska Katarzyna Sieradzka Anna Bukis Danuta Manowiecka | 3:44,9   |
| Skok wzwyż                 | Eugenia Więcek Wawel Kraków                                                      | 1,78     | Irena Falbagowska AZS Zielona Góra Danuta Hołowińska Lubtour Zielona Góra Zyta Homziuk AZS Warszawa Elżbieta Kiedrowska Bałtyk Gdynia | 1,70     |                                                                                   |          |
| Skok w dal                 | Ewa Garczyńska AZS Wrocław                                                       | 6,25     | Hanna Marcinkowska AZS Poznań | 6,13     | Dolores Luks Górnik Zabrze                                                        | 6,09     |
| Pchnięcie kulą             | Ludwika Chewińska Gwardia Warszawa                                               | 19,58 NR | Danuta Rosani Gwardia Warszawa | 16,64    | Beata Habrzyk Górnik Zabrze                                                       | 16,38    |
| Rzut dyskiem               | Danuta Rosani Gwardia Warszawa                                                   | 59,76    | Krystyna Nadolna Spójnia Gdańsk | 55,86    | Ludwika Chewińska Gwardia Warszawa                                                | 53,48    |
| Rzut oszczepem             | Daniela Jaworska Spójnia Warszawa                                                | 57,20    | Helena Hańczyn Górnik Zabrze | 55,12    | Renata Śliwińska Neptun Gdańsk                                                    | 55,04    |

## Biegi przełajowe
Mistrzostwa Polski w biegach przełajowych rozegrano 28 marca w Poznaniu (kobiety) i Koszalinie (mężczyźni). Seniorki rywalizowały na dystansach 2 kilometrów i 4 kilometrów, a seniorzy na 8 km i 14 km.

### Mężczyźni
| Konkurencja             | 1. miejsce                       | Rezultat | 2. miejsce                             | Rezultat | 3. miejsce                       | Rezultat |
| Bieg przełajowy (8 km)  | Jerzy Kowol Górnik Zabrze        | 24:15,6  | Leszek Bierkus Flota Gdynia            | 24:29,0  | Leopold Tomaszewicz Flota Gdynia | 24:29,0  |
| Bieg przełajowy (14 km) | Henryk Piotrowski Legia Warszawa | 41:13,6  | Wiesław Wojtkuński Budowlani Bydgoszcz | 41:30,4  | Kazimierz Orzeł GKS Jaworzno     | 41:34,4  |

### Kobiety
| Konkurencja            | 1. miejsce                      | Rezultat | 2. miejsce                        | Rezultat | 3. miejsce                      | Rezultat |
| Bieg przełajowy (2 km) | Celina Magala Budowlani Kielce  | 7:13,2   | Jolanta Januchta SZS-AZS Poznań   | 7:18,6   | Anna Bełtowska SZS-AZS Kraków   | 7:37,4   |
| Bieg przełajowy (4 km) | Urszula Prasek Pomorze Stargard | 15:28,0  | Renata Pentlinowska Neptun Gdańsk | 15:43,2  | Monika Geisler Gwardia Warszawa | 15:54,2  |

## Półmaraton
Półmaraton mężczyzn odbył się 11 kwietnia w Łodzi. Rywalizowano na dystansie 20 kilometrów.
| Konkurencja | 1. miejsce                    | Rezultat  | 2. miejsce                       | Rezultat  | 3. miejsce                        | Rezultat  |
| Półmaraton  | Zbigniew Sawicki Wawel Kraków | 1:02:28,0 | Henryk Piotrowski Legia Warszawa | 1:02:29,6 | Ryszard Marczak Zawisza Bydgoszcz | 1:02:31,4 |

## Maraton
Maratończycy (tylko mężczyźni) rywalizowali 11 maja w Dębnie. Zawody miały obsadę międzynarodową; zgłoszono ponad 140 zawodników, w tym 50 zagranicznych. W biegu triumfowali zawodnicy ze Związku Radzieckiego. Pierwsze miejsce zajął Leonid Mosiejew, który ustanowił rekord trasy czasem 2:12:19,8. Dwa kolejne miejsca zajęli również biegacze radzieccy: Aleksander Gocki (2:12:40,8) i Jurij Wielokorodnych (2:12:58,2). Najlepszy z Polaków Kazimierz Orzeł był czwarty i to on został mistrzem Polski. Uzyskany wynik zapewnił mu udział w igrzyskach olimpijskich w Montrealu.
| Konkurencja | 1. miejsce                      | Rezultat  | 2. miejsce                        | Rezultat  | 3. miejsce                | Rezultat  |
| Maraton     | Kazimierz Orzeł Górnik Jaworzno | 2:13:18,6 | Ryszard Marczak Zawisza Bydgoszcz | 2:15:35,4 | Ryszard Chudecki ŁKS Łódź | 2:16:24,8 |

## Wieloboje
Rywalizacja w wielobojach odbyła się w dniach 12 i 13 czerwca w Spale w ramach Memoriału Witolda Gerutto. W zawodach startowali również zawodnicy zagraniczni. Wśród kobiet w pięcioboju zwyciężyła Marie-Christine Debourse z Francji z wynikiem 4413 punktów, a najlepsza Polka Grażyna Niestój była trzecia (wyprzedziła ją także Petra Rumpf z NRD – 4360 p.). Wśród mężczyzn w dziesięcioboju drugie miejsce zajął Sepp Zeilbauer z Austrii (8032 p.).
| Konkurencja               | 1. miejsce                       | Rezultat | 2. miejsce                         | Rezultat | 3. miejsce                    | Rezultat |
| Mężczyźni – Dziesięciobój | Ryszard Skowronek AZS Katowice   | 8078 pkt | Ryszard Katus Gwardia Warszawa     | 7993 pkt | Dariusz Ludwig Legia Warszawa | 7504 pkt |
| Kobiety – Pięciobój       | Grażyna Niestój Spójnia Warszawa | 4047 pkt | Danuta Błaszczyk Budowlani Wrocław | 3961 pkt | Anna Bubała Górnik Zabrze     | 3953 pkt |